# Thriller 25
Thriller 25 là một ấn phẩm tái bản đặc biệt nhằm kỷ niệm 25 năm ngày phát hành album phòng thu thứ sáu của nghệ sĩ thu âm người Mỹ Michael Jackson, Thriller. Album nguyên bản đã bán được khoảng từ 51 đến 65 triệu bản trên toàn thế giới, trở thành album bán chạy nhất trên thế giới mọi thời đại. Dự án được xem như là "chương thứ hai" của Thriller này lần đầu tiên được tuyên bố công khai trên Access Hollywood vào cuối năm 2006. Jackson cho biết rằng ông muốn thảo luận về các ý tưởng với cộng tác viên will.i.am. Nó được phát hành tại Úc vào ngày 8 tháng 2 năm 2008, trên toàn cầu vào ngày 11 tháng 2 năm 2008, và tại Mỹ vào ngày 12 tháng 2 năm 2008 bởi Epic Records, Legacy Recordings và MJJ Productions.
Thriller 25 được phát hành bởi đơn vị chuyên phát hành những ấn phẩm tái bản của Sony BMG, Legacy Recordings. Ở Vương quốc Anh, Ủy ban xếp loại điện ảnh Vương quốc Anh đã gắn "15+" cho album vì nó bao gồm cả video "Thriller". Đây là album đầu tiên của Jackson bị xếp giới hạn ở một độ tuổi nào đó. Bên cạnh những bản thu âm gốc, phiên bản tái phát hành này còn bao gồm những bản phối mới, một đĩa DVD và hợp tác cùng nhiều nghệ sĩ đương đại.
Hai đĩa đơn phát hành cho Thriller 25 là "The Girl Is Mine 2008" và "Wanna Be Startin' Somethin' 2008" đều gặt hái những thành công đáng kể trên thị trường và thậm chí một số bản phối lại khác cũng lọt vào bảng xếp hạng ở nhiều nơi, mặc dù không được phát hành chính thức. Thriller 25 là một ấn phẩm thành công thương mại khi đã bán được 3 triệu bản trên toàn thế giới trong 12 tuần đầu phát hành, và nhận được những phản ứng đa phần là tích cực từ giới phê bình, mặc dù quan điểm của họ cho rằng các bản phối mới không phải truyền được cảm hứng mạnh mẽ như bản gốc.

### Danh sách bài hát
| STT | Nhan đề                                                | Sáng tác                                         | Sản xuất                                       | Thời lượng |
| --- | ------------------------------------------------------ | ------------------------------------------------ | ---------------------------------------------- | ---------- |
| 1.  | "Wanna Be Startin' Somethin'"                          | Michael Jackson                                  | Quincy Jones, Michael Jackson (đồng sản xuất)  | 6:02       |
| 2.  | "Baby Be Mine"                                         | Rod Temperton                                    | Quincy Jones                                   | 4:20       |
| 3.  | "The Girl Is Mine" (với Paul McCartney)                | Michael Jackson                                  | Quincy Jones, Michael Jackson (đồng sản xuất)  | 3:42       |
| 4.  | "Thriller"                                             | Rod Temperton                                    | Quincy Jones                                   | 5:57       |
| 5.  | "Beat It"                                              | Michael Jackson                                  | Quincy Jones, Michael Jackson (đồng sản xuất)  | 4:18       |
| 6.  | "Billie Jean"                                          | Michael Jackson                                  | Quincy Jones, Michael Jackson (đồng sản xuất)  | 4:54       |
| 7.  | "Human Nature"                                         | Steve Porcaro, John Bettis                       | Quincy Jones                                   | 4:06       |
| 8.  | "P.Y.T. (Pretty Young Thing)"                          | James Ingram, Quincy Jones                       | Quincy Jones                                   | 3:59       |
| 9.  | "The Lady in My Life"                                  | Rod Temperton                                    | Quincy Jones                                   | 4:59       |
| 10. | "Phiên bản giọng nói của Vincent Price trong Thriller" | Rod Temperton                                    | Quincy Jones                                   | 0:24       |
| 11. | "The Girl Is Mine 2008" (với will.i.am)                | Michael Jackson, William Adams, Keith Harris     | Michael Jackson, will.i.am                     | 3:10       |
| 12. | "P.Y.T. (Pretty Young Thing) 2008" (với will.i.am)     | Michael Jackson, William Adams, Keith Harris     | Michael Jackson, will.i.am                     | 4:21       |
| 13. | "Wanna Be Startin' Somethin' 2008" (với Akon)          | Michael Jackson, Aliaune Thiam, Giorgio Tuinfort | Michael Jackson, Akon, Giorgio Tuinfort        | 4:14       |
| 14. | "Beat It 2008" (với Fergie)                            | Michael Jackson                                  | Michael Jackson, will.i.am                     | 4:11       |
| 15. | "Billie Jean 2008" (với Kanye West)                    | Michael Jackson                                  | Michael Jackson, Kanye West, Anthony Kilhoffer | 4:36       |
| 16. | "For All Time"                                         | Michael Sherwood, Steve Porcaro                  | Michael Jackson                                | 4:04       |

| Bonus tại Nhật | Bonus tại Nhật | Bonus tại Nhật                | Bonus tại Nhật                | Bonus tại Nhật |
| STT            | Nhan đề        | Sáng tác                      | Sản xuất                      | Thời lượng     |
| -------------- | -------------- | ----------------------------- | ----------------------------- | -------------- |
| 17.            | "Got the Hots" | Michael Jackson, Quincy Jones | Michael Jackson, Quincy Jones | 4:27           |

| Bonus trên iTunes | Bonus trên iTunes            | Bonus trên iTunes | Bonus trên iTunes                             | Bonus trên iTunes |
| STT               | Nhan đề                      | Sáng tác          | Sản xuất                                      | Thời lượng        |
| ----------------- | ---------------------------- | ----------------- | --------------------------------------------- | ----------------- |
| 17.               | "Billie Jean" (Long Version) | Michael Jackson   | Quincy Jones, Michael Jackson (đồng sản xuất) | 6:23              |

| Bonus phiên bản Circuit City | Bonus phiên bản Circuit City                   | Bonus phiên bản Circuit City | Bonus phiên bản Circuit City                  | Bonus phiên bản Circuit City |
| STT                          | Nhan đề                                        | Sáng tác                     | Sản xuất                                      | Thời lượng                   |
| ---------------------------- | ---------------------------------------------- | ---------------------------- | --------------------------------------------- | ---------------------------- |
| 17.                          | "Wanna Be Startin' Somethin'" (1982 Dance Mix) | Michael Jackson              | Quincy Jones, Michael Jackson (đồng sản xuất) | 6:32                         |

| Bonus trên Target | Bonus trên Target               | Bonus trên Target | Bonus trên Target                             | Bonus trên Target |
| STT               | Nhan đề                         | Sáng tác          | Sản xuất                                      | Thời lượng        |
| ----------------- | ------------------------------- | ----------------- | --------------------------------------------- | ----------------- |
| 17.               | "Billie Jean" (1982 Club Remix) | Michael Jackson   | Quincy Jones, Michael Jackson (đồng sản xuất) | 6:28              |

| Bonus trên Best Buy | Bonus trên Best Buy         | Bonus trên Best Buy | Bonus trên Best Buy | Bonus trên Best Buy |
| STT                 | Nhan đề                     | Sáng tác            | Sản xuất            | Thời lượng          |
| ------------------- | --------------------------- | ------------------- | ------------------- | ------------------- |
| 17.                 | "Thriller" (1982 Def Remix) | Rod Temperton       | Quincy Jones        | 7:21                |

| Bonus trên Cửa hàng đĩa nhạc độc lập tại Mỹ | Bonus trên Cửa hàng đĩa nhạc độc lập tại Mỹ | Bonus trên Cửa hàng đĩa nhạc độc lập tại Mỹ | Bonus trên Cửa hàng đĩa nhạc độc lập tại Mỹ   | Bonus trên Cửa hàng đĩa nhạc độc lập tại Mỹ |
| STT                                         | Nhan đề                                     | Sáng tác                                    | Sản xuất                                      | Thời lượng                                  |
| ------------------------------------------- | ------------------------------------------- | ------------------------------------------- | --------------------------------------------- | ------------------------------------------- |
| 17.                                         | "Billie Jean" (1982 Radio chỉnh sửa Remix)  | Michael Jackson                             | Quincy Jones, Michael Jackson (đồng sản xuất) | 4:40                                        |

| Bonus phiên bản cao cấp | Bonus phiên bản cao cấp            | Bonus phiên bản cao cấp                      | Bonus phiên bản cao cấp                       | Bonus phiên bản cao cấp |
| STT                     | Nhan đề                            | Sáng tác                                     | Sản xuất                                      | Thời lượng              |
| ----------------------- | ---------------------------------- | -------------------------------------------- | --------------------------------------------- | ----------------------- |
| 17.                     | "Quincy Jones Phỏng vấn #1"        |                                              |                                               | 2:19                    |
| 18.                     | "Someone in the Dark"              | Alan Bergman, Marilyn Bergman, Rod Temperton | Quincy Jones                                  | 4:47                    |
| 19.                     | "Quincy Jones Phỏng vấn #2"        |                                              |                                               | 2:04                    |
| 20.                     | "Billie Jean" (Home Demo năm 1981) | Michael Jackson                              | Michael Jackson                               | 2:20                    |
| 21.                     | "Quincy Jones Phỏng vấn #3"        |                                              |                                               | 3:10                    |
| 22.                     | "Rod Temperton Phỏng vấn #1"       |                                              |                                               | 4:03                    |
| 23.                     | "Quincy Jones Phỏng vấn #4"        |                                              |                                               | 1:32                    |
| 24.                     | "Phiên bản giọng nói từ Thriller"  | Rod Temperton                                | Quincy Jones                                  | 2:52                    |
| 25.                     | "Rod Temperton Phỏng vấn #2"       |                                              |                                               | 1:56                    |
| 26.                     | "Quincy Jones Phỏng vấn #5"        |                                              |                                               | 2:01                    |
| 27.                     | "Carousel"                         | Michael Sembello, Don Freeman                | Quincy Jones                                  | 1:49                    |
| 28.                     | "Quincy Jones Phỏng vấn #6"        |                                              |                                               | 1:17                    |
| 29.                     | "Billie Jean" (Underground Mix)    | Michael Jackson                              | Quincy Jones, Michael Jackson (đồng sản xuất) | 6:40                    |
| 30.                     | "Thriller" (Không lời)             | Rod Temperton                                | Quincy Jones                                  | 5:57                    |

| DVD: Thriller | DVD: Thriller                                                     | DVD: Thriller   | DVD: Thriller | DVD: Thriller |
| STT           | Nhan đề                                                           | Sáng tác        | Đạo diễn      | Thời lượng    |
| ------------- | ----------------------------------------------------------------- | --------------- | ------------- | ------------- |
| 1.            | "Billie Jean"                                                     | Michael Jackson | Steve Barron  | 4:54          |
| 2.            | "Beat It"                                                         | Michael Jackson | Bob Giraldi   | 4:56          |
| 3.            | "Thriller"                                                        | Rod Temperton   | John Landis   | 13:33         |
| 4.            | "Billie Jean" (Trực tiếp từ Motown 25: Yesterday, Today, Forever) | Michael Jackson |               | 4:56          |

| DVD: Number Ones (Phiên bản trên Wal-Mart) | DVD: Number Ones (Phiên bản trên Wal-Mart) | DVD: Number Ones (Phiên bản trên Wal-Mart)                                     | DVD: Number Ones (Phiên bản trên Wal-Mart) | DVD: Number Ones (Phiên bản trên Wal-Mart) |
| STT                                        | Nhan đề                                    | Sáng tác                                                                       | Đạo diễn                                   | Thời lượng                                 |
| ------------------------------------------ | ------------------------------------------ | ------------------------------------------------------------------------------ | ------------------------------------------ | ------------------------------------------ |
| 1.                                         | "Don't Stop 'Til You Get Enough"           | Michael Jackson                                                                | Nick Saxton                                | 4:11                                       |
| 2.                                         | "Rock with You"                            | Rod Temperton                                                                  | Bruce Gowers                               | 3:22                                       |
| 3.                                         | "Billie Jean"                              | Michael Jackson                                                                | Steve Barron                               | 4:55                                       |
| 4.                                         | "Beat It"                                  | Michael Jackson                                                                | Bob Giraldi                                | 4:56                                       |
| 5.                                         | "Thriller"                                 | Rod Temperton                                                                  | John Landis                                | 13:43                                      |
| 6.                                         | "Bad"                                      | Michael Jackson                                                                | Martin Scorsese                            | 4:20                                       |
| 7.                                         | "The Way You Make Me Feel"                 | Michael Jackson                                                                | Joe Pytka                                  | 6:43                                       |
| 8.                                         | "Man in the Mirror"                        | Siedah Garrett, Glen Ballard                                                   | Donald Wilson                              | 5:02                                       |
| 9.                                         | "Smooth Criminal"                          | Michael Jackson                                                                | Colin Chilvers                             | 4:16                                       |
| 10.                                        | "Dirty Diana"                              | Michael Jackson                                                                | Joe Pytka                                  | 5:08                                       |
| 11.                                        | "Black or White"                           | Michael Jackson                                                                | John Landis                                | 6:22                                       |
| 12.                                        | "You Are Not Alone"                        | R. Kelly                                                                       | Wayne Isham                                | 5:37                                       |
| 13.                                        | "Earth Song"                               | Michael Jackson                                                                | Nicholas Brandt                            | 7:29                                       |
| 14.                                        | "Blood on the Dance Floor"                 | Michael Jackson, Teddy Riley                                                   | Michael Jackson & Vincent Paterson         | 4:15                                       |
| 15.                                        | "You Rock My World"                        | Michael Jackson, Rodney Jerkins, Fred Jerkins III, LaShawn Daniels, Nora Payne | Paul Hunter                                | 10:26                                      |

### Thriller 25: Limited Japanese Single Collection
Năm 2008, phiên bản giới hạn của Thriller 25 được phát hành tại Nhật.
| CD 1 1. "The Girl Is Mine" 2. "Can't Get Outta the Rain" | CD 2 1. "Billie Jean" 2. "It's the Falling in Love" |

| CD 3 1. "Beat It" 2. "Get on the Floor" | CD 4 1. "Wanna Be Startin' Somethin'" 2. "Wanna Be Startin' Somethin'" (không lời) |

| CD 5 1. "Human Nature" 2. "Baby Be Mine" | CD 6 1. "P.Y.T. (Pretty Young Thing)" 2. "Workin' Day and Night" (Phiên bản trực tiếp từ album The Jacksons Live!) |

| CD 7 1. "Thriller" 2. "Things I Do for You" (Phiên bản trực tiếp từ album The Jacksons Live!) |

## Bảng xếp hạng, chứng nhận và doanh số
| Bảng xếp hạng    | Vị trí cao nhất | Chứng nhận  | Doanh số |  |
| ---------------- | --------------- | ----------- | -------- |  |
| Áo               | 5               |             |          |  |
| Australia        | 2               | Vàng        | 35,000   |  |
| Brazil Top 10 CD | 2               | Vàng        | 50,000   |  |
| Bỉ               | 1               | Vàng        | 15,000   |  |
| Canada           | 2               | Vàng        | 50,000   |  |
| Colombia         | 1               |             |          |  |
| Cộng hòa Séc     | 6               |             |          |  |
| Đan Mạch         | 2               |             |          |  |
| Châu Âu          | 1               |             |          |  |
| Phần Land        | 5               |             |          |  |
| Pháp             | 1               | 2x Bạch kim | 240,000  |  |
| Germany          | 2               |             |          |  |
| Hy Lạp           | 7               |             |          |  |
| Ấn Độ            | 1               | Vàng        | 5,000    |  |
| Ireland          | 2               | Vàng        | 7,500+   |  |
| Ý                | 6               | Vàng        | 35,000   |  |

| Bảng xếp hạng      | Vị trí cao nhất | Chứng nhận                    | Doanh số  |
| ------------------ | --------------- | ----------------------------- | --------- |
| Hàn Quốc           | 1               |                               |           |
| Mexico             | 1               | 2x Bạch kim                   | 200,000   |
| Hà Lan             | 2               |                               |           |
| New Zealand        | 1               |                               |           |
| Na Uy              | 1               | Vàng (CD), Bạch kim (DVD)     | 15,000    |
| Ba Lan             | 1               | Bạch Kim                      | 20,000    |
| Bồ Đào Nha         | 2               | Vàng                          | 10,000    |
| Tây Ban Nha        | 2               | Vàng                          | 40,000    |
| Thụy Điển          | 2               | Vàng (CD), Bạch Kim (DVD)     | 20,000    |
| Thụy Sĩ            | 2               | Gold (CD), 2 x Platinum (DVD) | 15,000    |
| Thái Lan           | 1               |                               |           |
| Liên hiệp Anh      | 3               | bạch Kim                      | 300,000   |
| U.S. Catalog       | 1               |                               | 774,000   |
| U.S. Comprehensive | 2               |                               | 774,000   |
| Toàn thế giới      |                 |                               | 3,000,000 |

### Bảng xếp hạng cuối năm
| Năm  | Quốc gia  | Bảng xếp hạng | Vị thứ |
| ---- | --------- | ------------- | ------ |
| 2008 | Australia | ARIA          | 37     |

## Lịch sử phát hành
| Quốc gia      | Ngày                |
| ------------- | ------------------- |
| Australia     | 8 tháng 2 năm 2008  |
| Đức           | 8 tháng 2 năm 2008  |
| Ý             | 8 tháng 2 năm 2008  |
| Châu Âu       | 11 tháng 2 năm 2008 |
| Liên hiệp Anh | 11 tháng 2 năm 2008 |
| Hoa Kỳ        | 12 tháng 2 năm 2008 |
| Đài Loan      | 15 tháng 2 năm 2008 |
| Nhật Bản      | 20 tháng 2 năm 2008 |
| Canada        | 11 tháng 3 năm 2008 |
| Pháp          | 28 tháng 3 năm 2008 |
| Haiti         | 28 tháng 3 năm 2008 |
| Nam Phi       | 28 tháng 3 năm 2008 |
| Tanzania      | 28 tháng 3 năm 2008 |